# E. S. L. Narasimhan

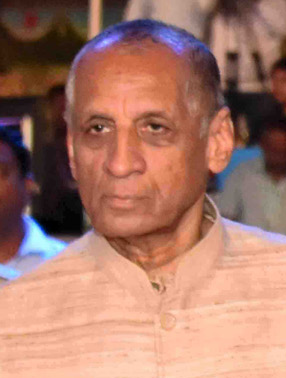
E. S. L. Narasimhan, 2017

E. S. L. Narasimhan (Ekkadu Srinivasan Lakshmi Narasimhan; * 4. November 1945 in der Präsidentschaft Madras, Britisch-Indien) ist ein indischer Verwaltungsbeamter und Politiker.

## Leben
Vom 25. Januar 2007 bis zum 22. Januar 2010 war er Gouverneur von Chhattisgarh. Seit dem 27. Dezember 2009 ist er Gouverneur von Andhra Pradesh. Seit dem 2. Juni 2014 ist er in Personalunion auch der erste Gouverneur des neugegründeten Bundesstaates Telangana.